# 三日尻望
三日尻 望（みかじり のぞみ、8月28日 - ）は、日本の女性声優。東京都出身。賢プロダクション所属。

## 略歴
専門学校 東京声優・国際アカデミーの声優養成科を卒業。スクールデュオ17期アッパークラス出身。

## 人物
特技・趣味にはバスケットボール、ダンス、ヨガをそれぞれ挙げている。
資格はビジネス能力検定試験3級と普通自動車免許をそれぞれ持っている。
賢プロダクション所属の声優による絵本の読み聞かせをする「けんけんぱーく」のメンバーである。

## 出演
太字はメインキャラクター。

### テレビアニメ
2018年
- 東京喰種トーキョーグール:re（ナッツクラッカー）
- 僕のヒーローアカデミア（誠刃校受験者）

2019年
- 荒ぶる季節の乙女どもよ。（曾根崎 祖母）
- 警視庁 特務部 特殊凶悪犯対策室 第七課 -トクナナ-（ニュースキャスター）
- サザエさん（2019年 - 2025年、男の子、ジョージ、タケオ〈3代目〉）

2020年
- ハイキュー!! TO THE TOP（澤村の母）
- GREAT PRETENDER（女性店員）
- ふしぎ駄菓子屋 銭天堂（2020年 - 2024年、客、横手清美、児童、隆、真綾 他）

2021年
- トロピカル〜ジュ!プリキュア（2021年 - 2022年、ヤラネーダ、超ゼッタイヤラネーダ、コワスンダー）
- ドラゴンクエスト ダイの大冒険 (2020)（人々）
- ましろのおと（鳥居恵美子）

2023年
- おしりたんてい（オジョータン）
- 天国大魔境（モニタを見ている職員）
- キボウノチカラ〜オトナプリキュア'23〜（りんの上司、おばちゃん、社員）

2024年
- ぶっちぎり?!（男子小学生B）
- 烏は主を選ばない（谷間の遊女）
- かつて魔法少女と悪は敵対していた。（呑み屋のママ）
- 科学×冒険サバイバル!（子ども）

2025年
- ダンダダン（鬼頭呪帝夢、鬼頭家先祖の女）

### Webアニメ
- 薄明の翼（2020年、子供たち）

### ゲーム
- 東京喰種トーキョーグール:re invoke（2017年、ナッツクラッカー[2]）
- ポケモンマスターズ（2019年、バッドガール[13]）
- 東京喰種: re 【CALL to EXIST】（2019年、ナッツクラッカー[14]）
- プリンセスコネクト!Re:Dive（2019年、魔物の姫[15]）
- ファイナルファンタジーVII リメイク（2020年）
- スター・ウォーズ ジェダイ:サバイバー（2023年、ケイジ・ヴァンダ、ジー（ZN-A4））
- 百英雄伝 (ハクギン[16]）

### 吹き替え

#### 映画
- 足跡はかき消して
- インシディアス 赤い扉（クリス・ウィンズロー〈シンクレア・ダニエル〉[17]）
- インスタント・ファミリー 〜本当の家族見つけました〜（デイナ）
- クレイヴン・ザ・ハンター[18]
- 幸せへのまわり道（ロレイン〈タミー・ブランチャード〉）
- トランスフォーマー/ビースト覚醒[19]
- ナイトスイム（タイ[20]）
- ハスラーズ（ダイヤモンド〈カーディ・B〉）
- ホワイト・ノイズ
- マッドマックス:フュリオサ[21]
- マリッジ・ストーリー（ベビーシッター）
- ミーン・ガールズ2（ホープ）
- ユーロビジョン歌合戦 〜ファイア・サーガ物語〜（カティアナ）
- レボリューション -米国議会に挑んだ女性たち-（ポーラ、ラシーダ）

#### ドラマ
- ヴィダ 故郷の母が遺したもの（マリ）
- ウェントワース女子刑務所（ルビー・ミッチェル〈ラリウィ・ヒック〉）
- オーレ殺人事件（ビルギッタ・グリップ〈ピア・ヨハンソン〉）
- ギャップ・ザ・シリーズ（ジム〈オンタラ・プルサワット（Looknam）〉[22]）
- クイーン・オブ・ザ・サウス 〜女王への階段〜（マッドドッグ）
- ゲット・イーブン 〜タダで済むと思った?〜（ブリー）
- コーチ・スヌープ（タミカ、Jロック、シェイディ）
- こちらベスト探偵団（カイル）※NHK版
- ダイナスティ（ヴァネッサ）
- THIS IS US/ディス・イズ・アス（スカイ）
- ノット・オーケー（リチャード）
- Pバレー: ストリッパーの道（ギジェット）
- フィアー・ザ・ウォーキング・デッド（サラ〈モー・コリンズ〉）
- ブリジャートン家（エロイーズ〈クローディア・ジェシー〉）
- フリンチ: 怯んだら負け!（ダニエル、ソニア）
- BULL / ブル 法廷を操る男 シーズン2（候補者、バーの店員）
- ヘチ 王座への道（少年タルムン）
- ベルグレービア 秘密だらけの邸宅街（レディ・マリア・グレイ〈エラ・パーネル〉[23]）
- マジシャンズ（ザル）
- YOU -君がすべて-（サンディ / ドッティ）
- レポーター・ガール（トリップ）

#### テレビ番組
- みんなでビックリ大発見!（アリーウォード）

#### アニメ
- キポとワンダービーストの冒険（ジブラルタ）
- クイーン・オブ・ザ・サウス 〜女王への階段〜（マッドドッグ[2]）
- Dinotrux: ハッピーバースデー!（エース[2]）
- トランスフォーマー/ONE[24]
- ビッグシティ・グリーン（レジ係り）
- ボージャック・ホースマン（ヨランダ母）

### ボイスオーバー
- コーチ・スヌープ
- サンダーランドこそ我が人生（チケット売り女、男の子）
- シェフをめざせ!（マイケル、アレクシア、ケリー）
- 自白映像ファイル
- シンガポール・ソーシャル（ナラ）
- ダイエットJAPAN（ジルマラ）
- ダーククリスタル: エイジ・オブ・レジスタンスの裏側（ルイーズ）
- BS世界のドキュメンタリー（NHK BS1）
  - ホビーホース!ガールズ（マリアム）
  - ソーシャルメディアの掃除屋たち（ロバーツ、母親、モデレーター）
  - リーマン告発者の10年（シェリル）
- 5ファーストデート（アサッタ）
- フリンチ: 怯んだら負け!（ダニエル、ソニア）
- 未解決ミステリー（カイリーン、フェリシア）
- レボリューション -米国議会に挑んだ女性たち-（ポーラ、ラシーダ）
- わたしたちのシューカツ大作戦（ケイラ）

### ラジオ
- YouGotチャンネルα（エフエム西東京）